# The Huntress
The Huntress je sedmé studiové album anglické skupiny Mediæval Bæbes. Vydáno bylo 19. listopadu roku 2012 společností Queen of Sheba. Producentkou desky byla hlavní zpěvačka kapely Katharine Blake. Jde o dvojalbum. Na nahrávce se nachází například zhudebněná báseň básnířky jménem Nazhun al-Garnatiya.

## Seznam skladeb
| Pořadí | Název                       | Délka |
| ------ | --------------------------- | ----- |
| 1.     | Lenten Ys Come              | 2:14  |
| 2.     | Wynter Wakeneth             | 3:38  |
| 3.     | She Walks in Beauty         | 3:28  |
| 4.     | She Moved Through the Fayre | 4:02  |
| 5.     | Under the Willow Tree       | 3:16  |
| 6.     | Cry of the Garb             | 4:30  |
| 7.     | Cathedral of Song           | 2:16  |
| 8.     | Care Away                   | 3:22  |
| 9.     | Cruel Sister                | 6:04  |
| 10.    | Dianae                      | 4:18  |
| 11.    | Queen and Huntress          | 4:34  |
| 12.    | Veni Veni Bella             | 3:06  |
| 13.    | The Rose-Bud                | 4:03  |
| 14.    | Clasp of a Lion             | 2:46  |
| 15.    | Phantom                     | 4:02  |
| 16.    | Jennet's Song               | 3:20  |
| 17.    | Dies Irae                   | 5:46  |